# Château de Grosbois
 (novembre 2020).
Si vous disposez d'ouvrages ou d'articles de référence ou si vous connaissez des sites web de qualité traitant du thème abordé ici, merci de compléter l'article en donnant les références utiles à sa vérifiabilité et en les liant à la section « Notes et références ».
Le château de Grosbois est un château de la Renaissance situé à Boissy-Saint-Léger, dans le département du Val-de-Marne, en France.

## Architecture
Construit au XVIe siècle par un architecte dont le nom est inconnu, le château de Grosbois semble influencé par les créations de l'architecte Jacques Androuet du Cerceau.
De plan en U, il comporte dans sa partie centrale un corps principal incurvé en exèdre, cantonné de pavillons de même hauteur et flanqué de deux ailes plus basses en retour d'équerre.
Le château est édifié sur une plate-forme rectangulaire entourée de fossés autrefois en eau ; on y accède par trois passerelles.

## Histoire

### Le domaine avant le château
En 1190, Philippe Auguste échange avec l'abbaye Saint-Victor de Paris les terres de Grosbois contre d'autres situées dans le bois de Vincennes.
En 1226, il est mentionné comme domaine royal, où Jean II le Bon vint chasser.
En 1563, ces terres sont achetées à l'abbaye Saint-Victor par Raoul Moreau, trésorier de l'Épargne, qui les cède en dot à sa fille Marie lorsqu'elle se marie, en 1575, avec Nicolas de Harlay de Sancy.

### Le château sous l'Ancien Régime

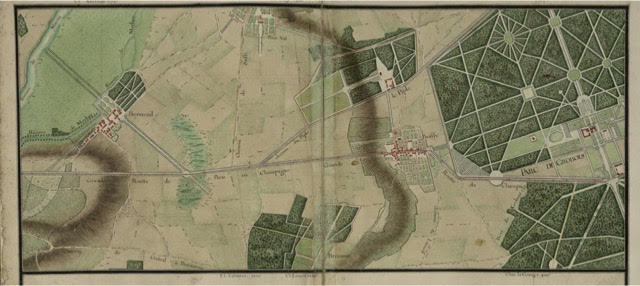
Planche de lAtlas de Trudaine montrant le château de Grosbois, les villages de Bonneuil et Boissy et le parc du château de Brévannes, au.

En 1597, Nicolas de Harlay fait édifier, par Florent Fournier, entrepreneur à Paris, le corps de logis central de l'actuel château , qu'agrandira ensuite son gendre le baron Nicolas Harlay de Sancy, d'une illustre famille de magistrats dévouée à la monarchie ; c'est ce richissime surintendant des Finances et des Bâtiments du roi qui acquit et donna son nom au célèbre diamant qui passera ensuite à la Couronne de France.

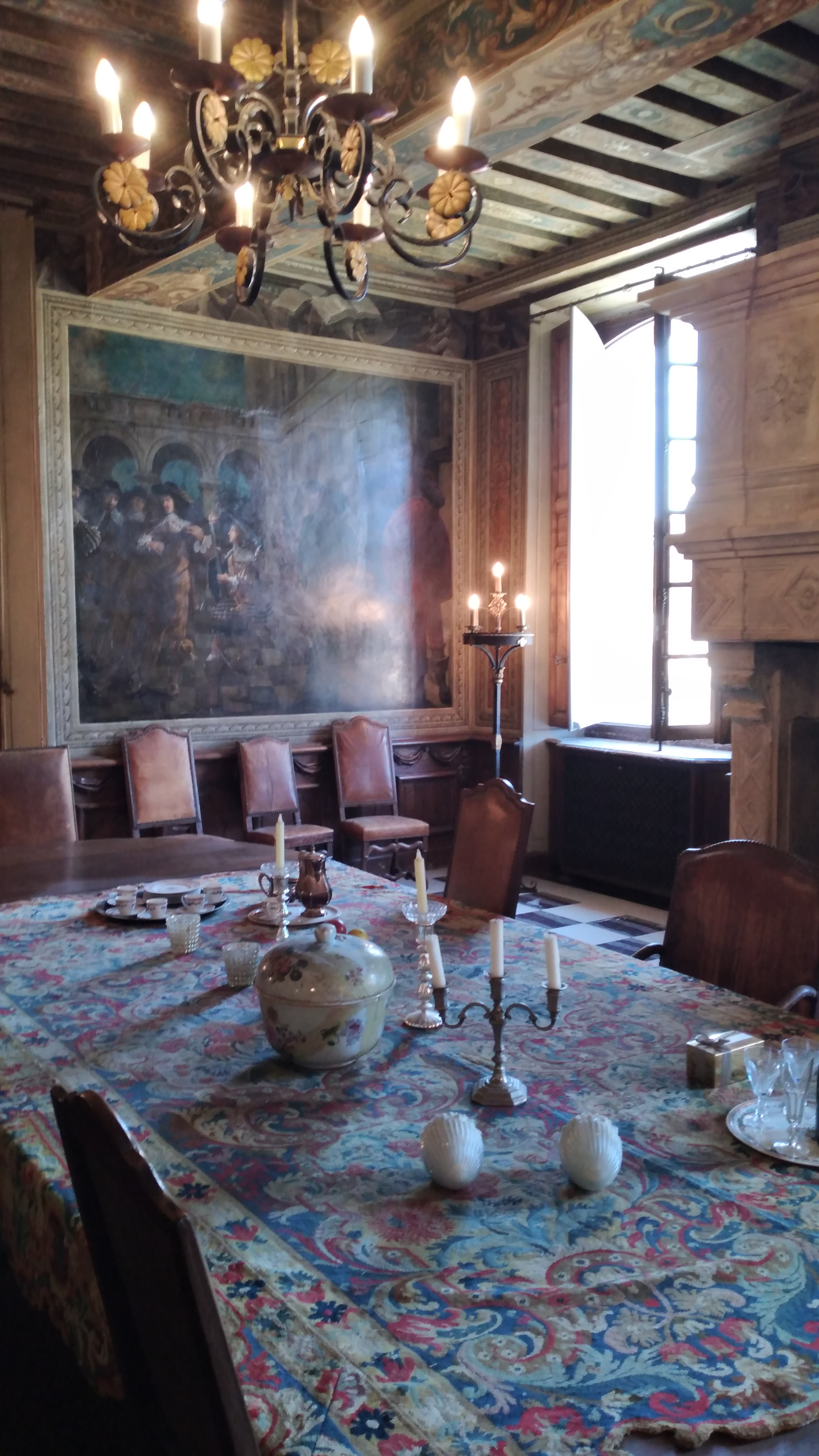
Salle à manger du château de Grosbois avec une peinture murale du XVIIE siècle représentant une aubade.

Au XVIIe siècle, le domaine est donc passé aux Harlay, dont Achille (1536-1616), premier président au Parlement. « Des yeux beaux, parlants, perçants, qui étaient pour (le) faire rentrer sous terre, au reste sans foi ni loi, sans âme et sans Dieu » (Saint-Simon), aux mots célèbres pour leur férocité ; méprisant et détestant son fils Christophe, à Grosbois, il ne communiquait avec lui que par des billets cachetés portés par les laquais.
En 1616, le château inachevé fut vendu à Charles de Valois (1573-1650), « bien fait, brave et spirituel », comte d'Auvergne puis duc d'Angoulême (1619), fils naturel de Charles IX et de Marie Touchet, héros du siège de La Rochelle. Septuagénaire, c'est pour son remariage avec Françoise de Nargonne (23 ans) qu'il commanda au graveur Abraham Bosse un décor mural pour la chambre dite d'honneur du château, sous la forme de grandes compositions montrant la cérémonie sous un plafond « à La française » peint de cartouches ornés du chiffre nuptial. Ce décor fut fortuitement redécouvert en 1910 sous plusieurs couches de papier peint. L'attribution des peintures murales à Horace Le Blanc est débattue par les spécialistes.
Charles d'Angoulême fait terminer le château vers 1640, faisant notamment édifier le mur d'enceinte (1623) et les deux ailes bordant la cour d'honneur. Dans ses Mémoires, Catherine de La Guette mentionne plusieurs passages au château de Grosbois notamment pour rendre visite à sa sœur Marie Meurdrac ou à la duchesse d'Angoulême. À sa mort, en 1650, le domaine agrandi passe à sa petite-fille, duchesse de Joyeuse.

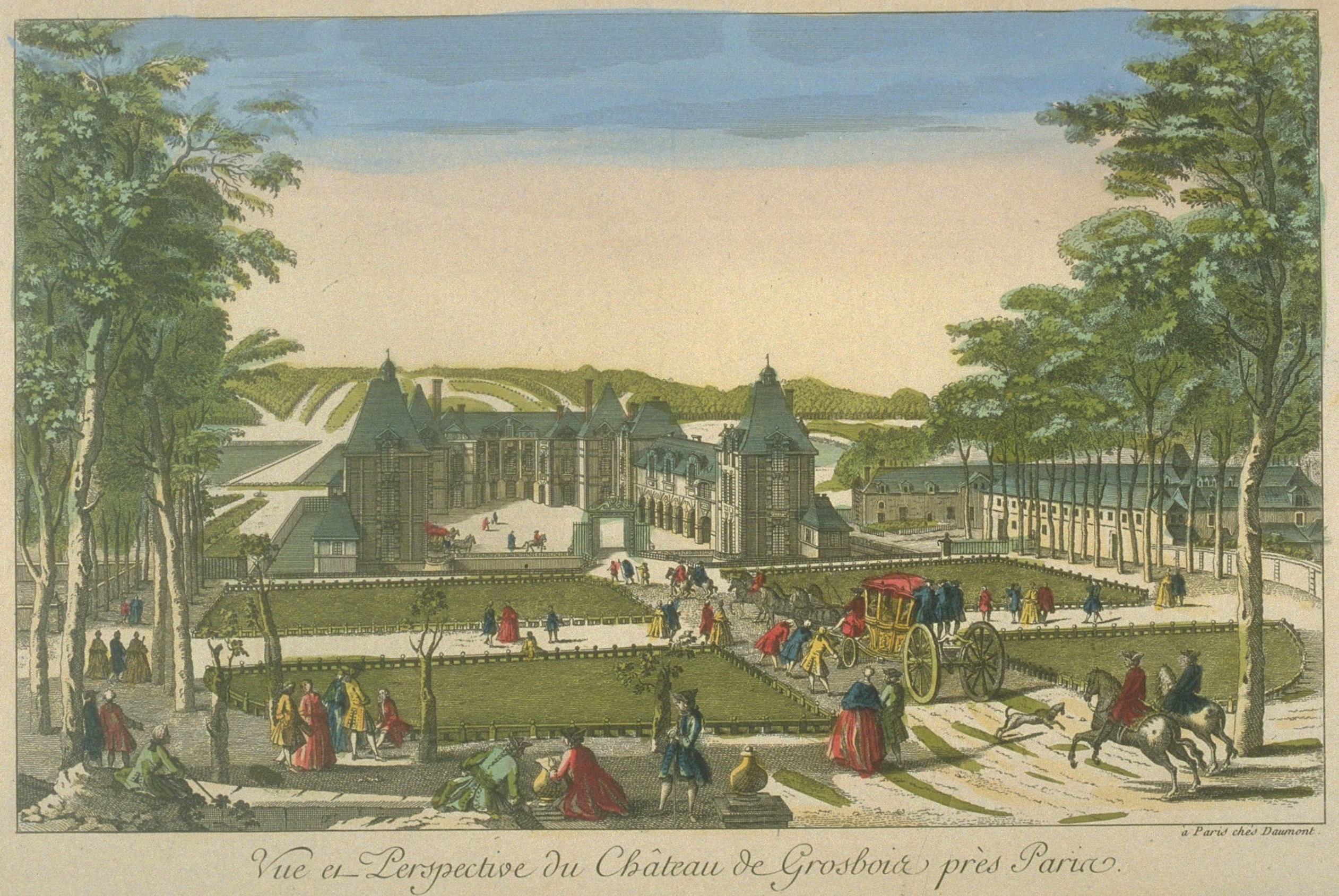
Le château de Grosbois au XVIIIe siècle.

À sa mort, Grosbois passe à sa petite-fille la maréchale de Luxembourg, qui le vend en 1718 à Samuel-Jacques Bernard (1686-1753), fils du financier Samuel Bernard, qui notamment fit poser les boiseries du salon Régence.
Le château appartint ensuite successivement au ministre Germain Louis Chauvelin (de 1731 à 1762), disgracié en  1737, comme le sera en 1761 son successeur Maurepas, puis à l'ex-perruquier enrichi par le système de Law François Marie Peyrenc de Moras (de 1762 à 1771), qui le lèguera à sa petite-nièce, Anne-Marie de Merle de Beauchamps, fille d'un ambassadeur au Portugal et épouse de Pierre-Paul II Gilbert de Voisins, président à mortier au parlement de Paris. Son fils, Pierre Paul Alexandre Gilbert de Voisins, magistrat et homme politique, qui naquit à Grosbois en 1773, le cèdera à Monsieur, comte de Provence en 1776 - il eut comme femme de chambre la mère de Berthier, son lointain successeur à Grosbois - qui y demeura jusqu'à son départ pour l'exil.

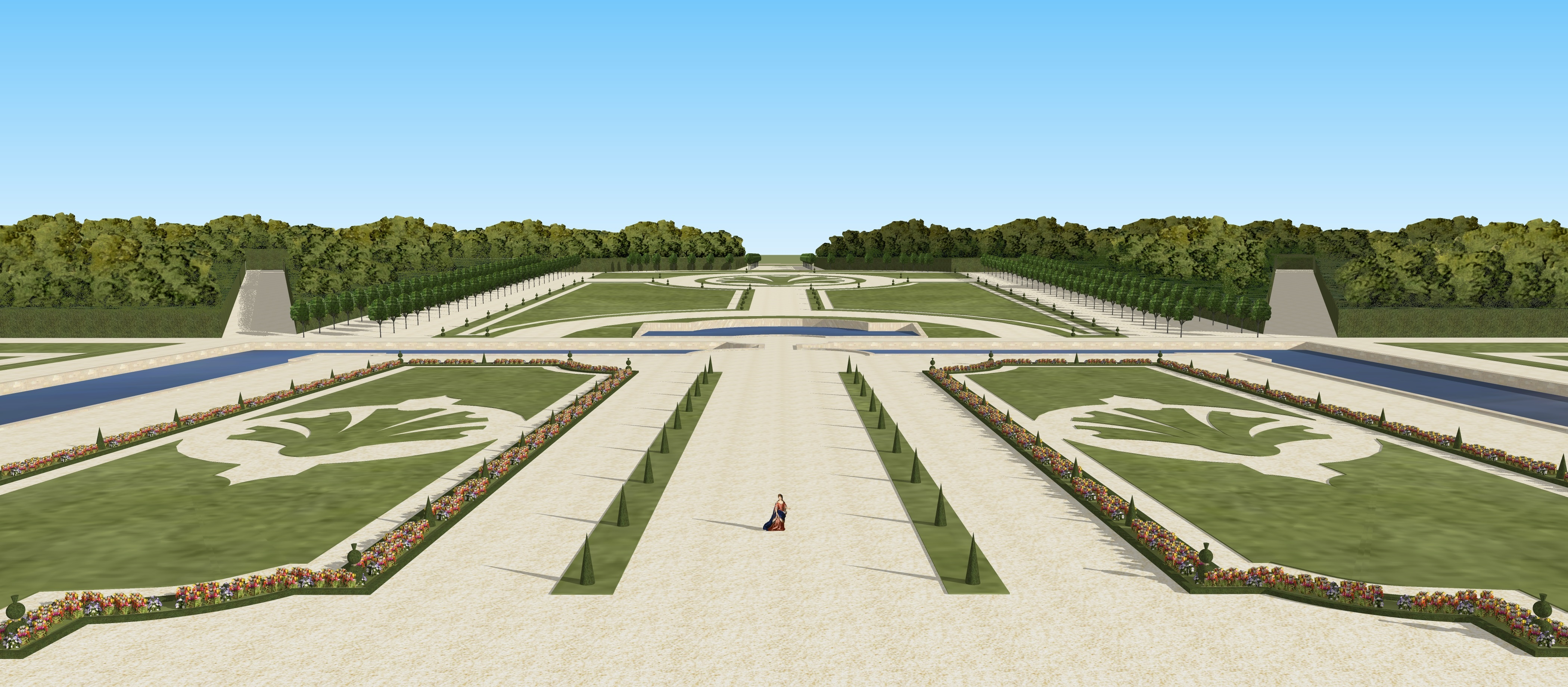
Restitution de la vue sur le parterre de Grosbois, XVIIIe siècle
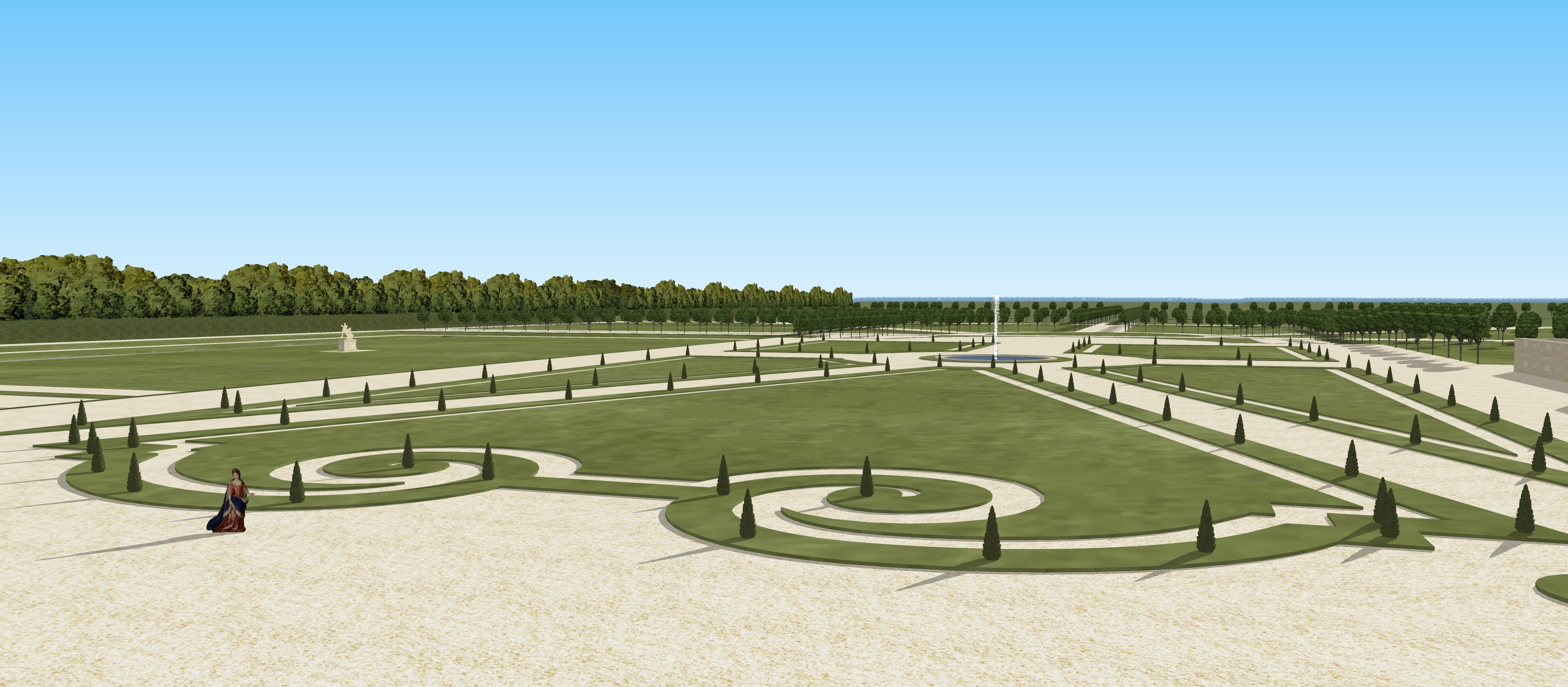
Restitution du parterre sud du château de Grosbois, XVIIIe siècle.
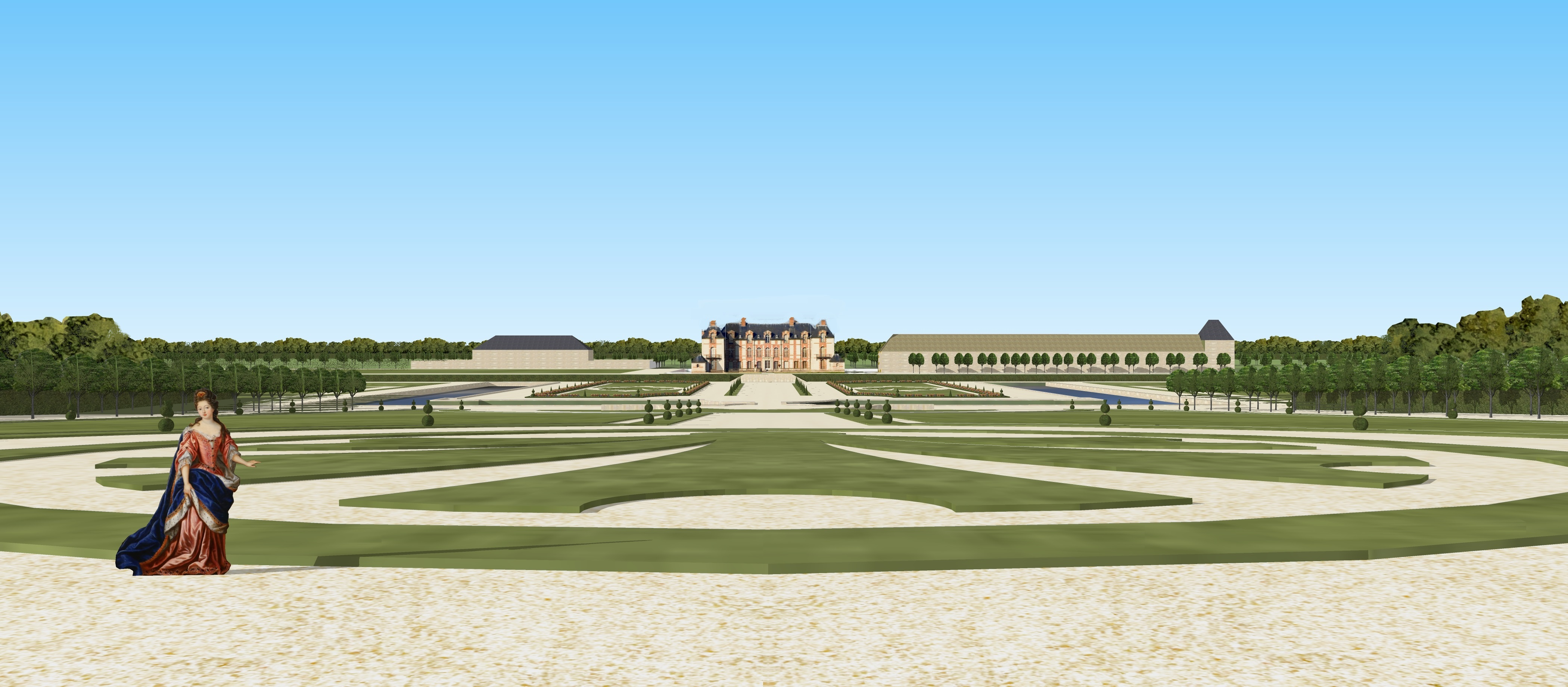
Schéma du château de Grosbois au bout de la perspective, XVIIIe siècle.

### Le château sous la Révolution et l'Empire
Confisqué comme bien national, le château est acquis le 9 novembre 1797 par Barras, le « roi du Directoire ». Après le 18 brumaire, Barras, démissionnaire et qui ne veut pas attacher son destin à celui de Napoléon Bonaparte, doit s'exiler en Belgique et vendre le domaine en 1801, au général Moreau, pour 200 000 francs. Ce dernier s'y rend souvent pour chasser.

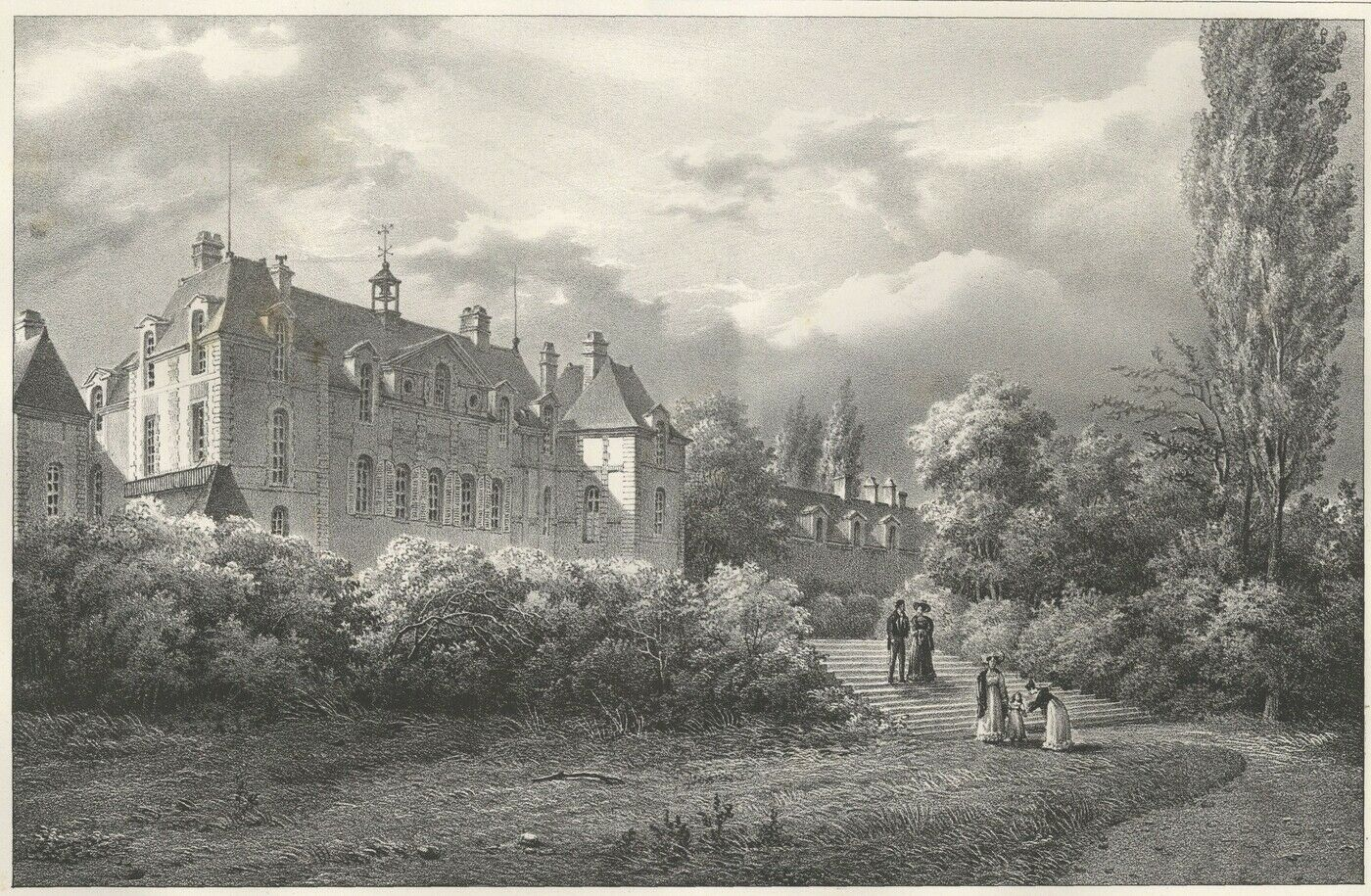
Lithographie de 1846.

En 1804, après son arrestation pour conspiration, Moreau doit s'exiler aux États-Unis ; Napoléon Ier lui rachète le château par l'intermédiaire du ministre Fouché, qui le rétrocèdera la même année ou en 1805 au maréchal Berthier.
Berthier modifie à grands frais l'intérieur du château, crée la bibliothèque, la « galerie des Batailles » où sont peintes en huit grandes toiles celles auxquelles il a participé, encadrées  des  bustes de ses compagnons maréchaux d'Empire (état conservé en 1963,), le salon de l'Empereur ou salon Jaune, le salon des Huissiers, commande du mobilier à l'ébéniste Bellangé et fait construire les deux pavillons et la grille d'entrée sur la route.

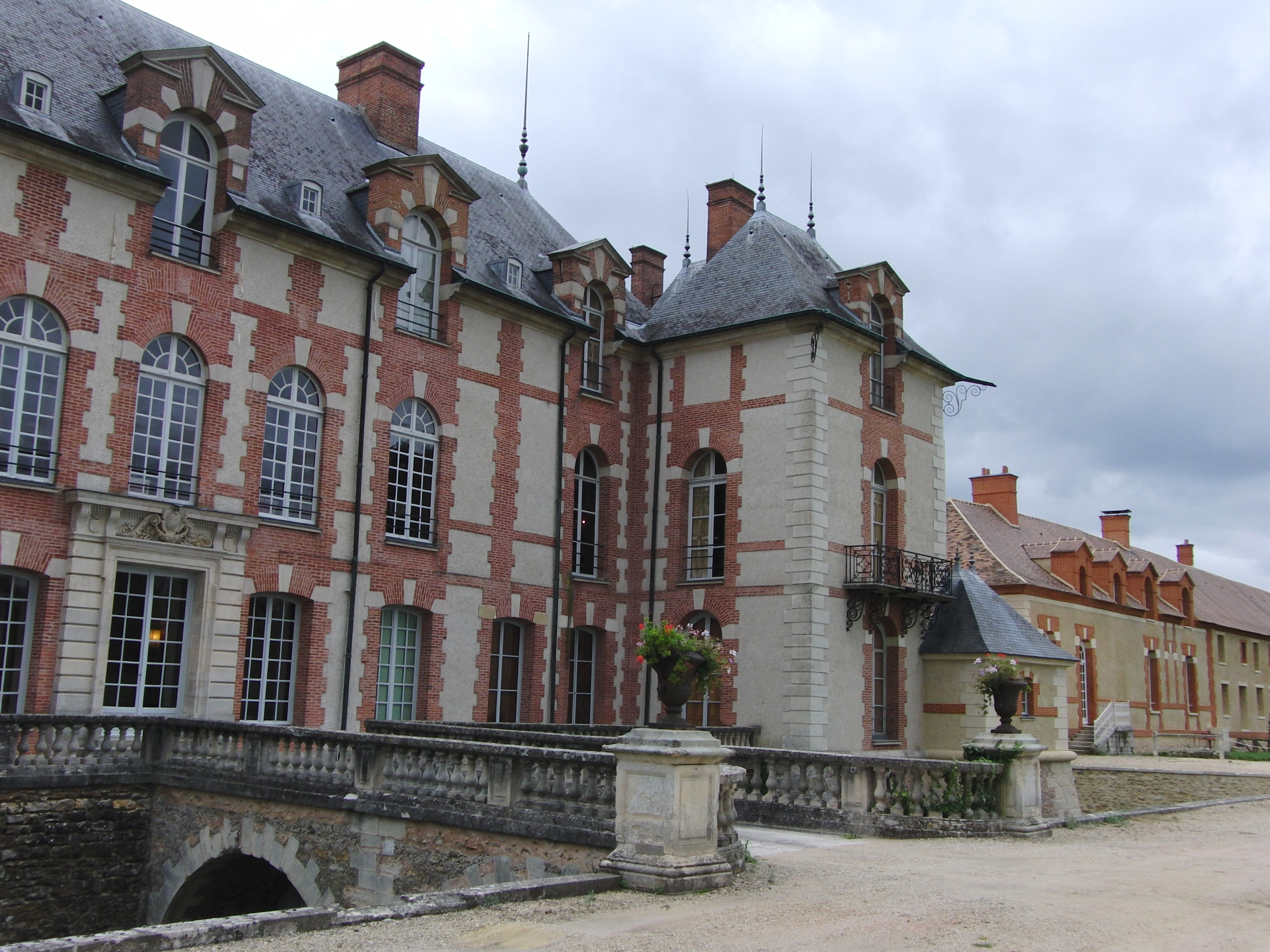

Il posséda à Grosbois deux grandes toiles en pendant, Chiens attaquant un cerf et Chiens attaquant un sanglier d'Oudry, qui avaient été offertes en 1725 par Louis XV au prince de Condé pour son château de Chantilly et avaient disparu depuis leur saisie en 1794. Nommé Grand Veneur par l'Empereur, il agrandit le domaine pour en faire la plus belle « chasse » de l'Empire, rivalisant avec celle de Fontainebleau - ayant pu compter jusqu'à 5 600 pièces de gibier - et y donne des fêtes grandioses.

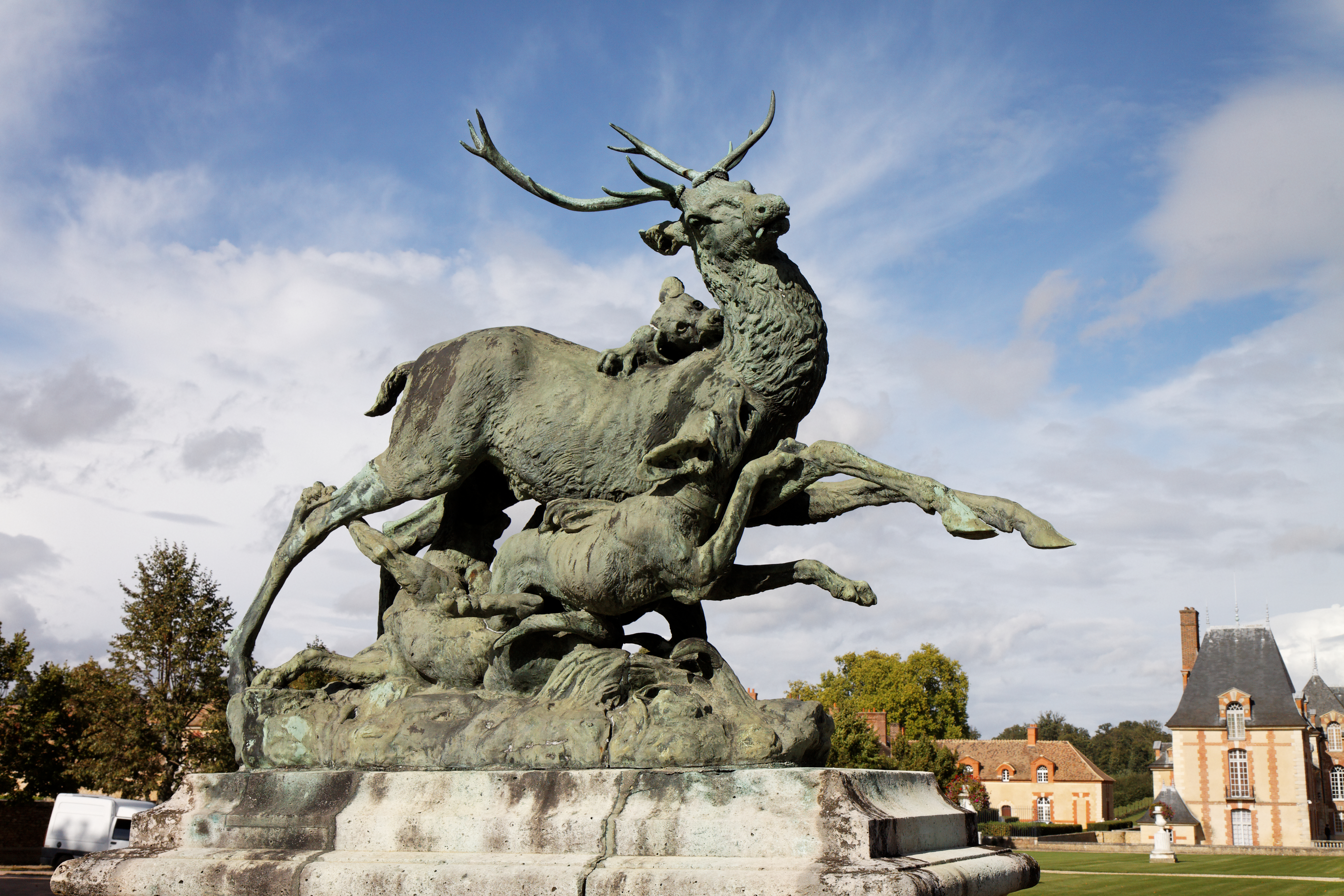
Bronze d'une allée, figurant trois chiens attaquant un cerf.

Dans la nuit du 23 au 24 avril 1814, le château abrita le roi de Rome, emmené à Vienne par sa mère l'impératrice Marie-Louise, puis Berthier rejoignit sa femme et son beau-père dans son château de Bamberg (Bavière) où, après avoir assisté au passage des troupes russes vers la France le 1er juin 1815, il sera trouvé mort défenestré.

### Du XIXesiècle à nos jours
Le château est ensuite occupé par son épouse et son fils, Napoléon Alexandre Berthier (1810-1887), 2e prince de Wagram, qui font aménager la bibliothèque, qui regroupe plus de 3 000 ouvrages.

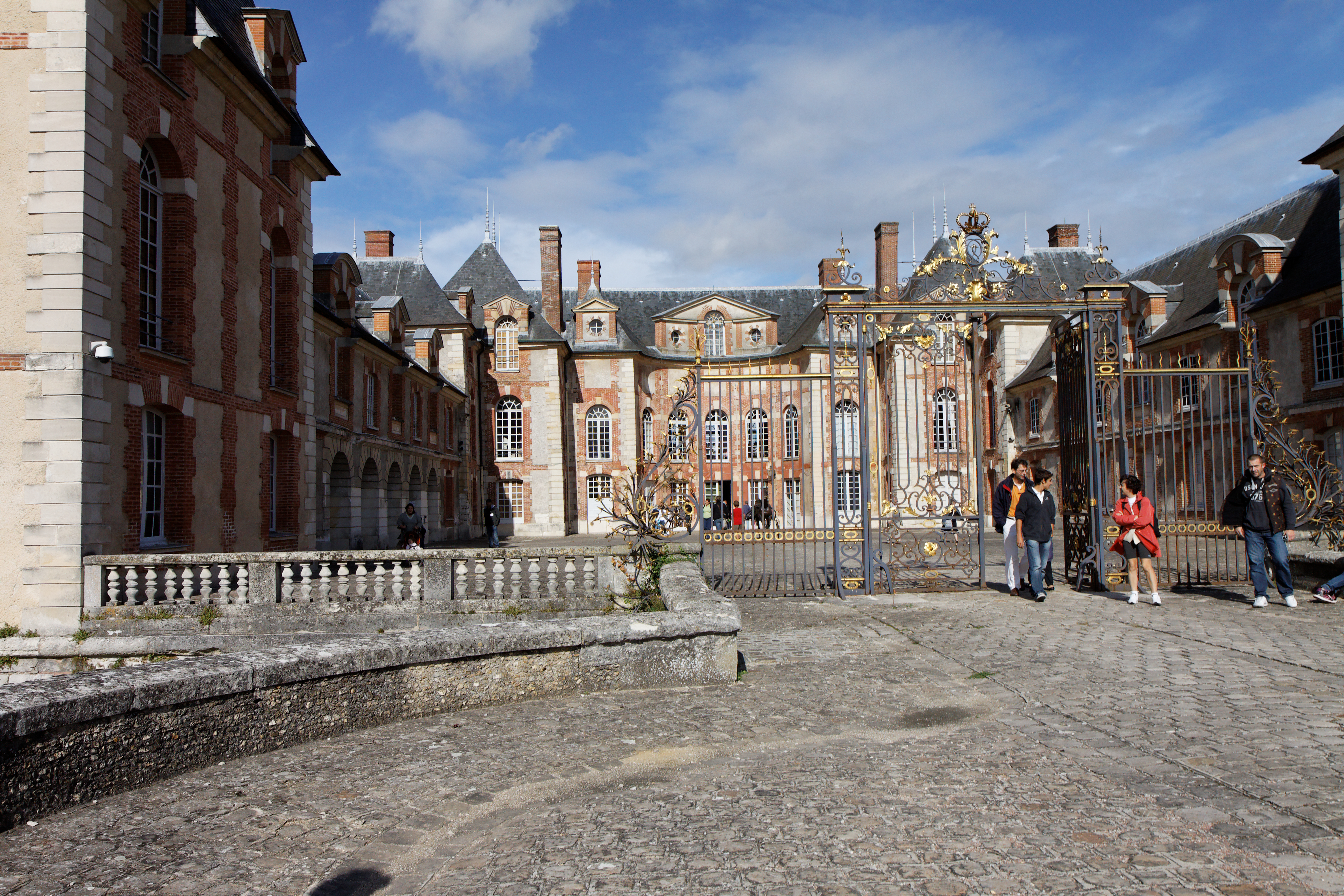
La cour d'honneur du château.

Son petit-fils, Alexandre Berthier de Wagram, fut un grand collectionneur entre autres d'art moderne. Le domaine passe ensuite à son fils, Louis Marie Philippe Alexandre Berthier (1883-1918), qui cède le château la veille de partir pour le front en juillet 1914 à sa sœur, Élisabeth Berthier de Wagram (1885-1960) qui épouse Henri de La Tour d'Auvergne-Lauraguais (1876–1914), petit-fils de Henri de La Tour d'Auvergne-Lauraguais. Le patrimoine passe par la suite à l'un de leurs neveux, Godefroy de La Tour d'Auvergne-Lauraguais.
Vers 1930, dans le cadre du réaménagement de l'intérieur du château par les membres de la famille La Tour d'Auvergne-Lauraguais, l'ébéniste Eugène Printz conçut le mobilier d'une « salle d'habillage » moderniste en alliage d'aluminium comprenant une coiffeuse et son siège (reproduits une seule fois), qui furent exposés au Salon des artistes décorateurs de Paris de cette même année et firent partie ensuite de la collection du décorateur Serge Royaux.
Lors de la Seconde Guerre mondiale, le château devint le siège de la Luftwaffe, et lors du tournage du film Madame Sans-Gêne (octobre 1941) de Roger Richebé, il abrita les rendez-vous amoureux de la comédienne Arletty, qui jouait le rôle-titre, et de son jeune amant allemand Hans Jürgen Soehring (1908-1960). C'est également là qu'ont été tournés en 1951 une séquence du film de Yves Allegret, Nez de cuir avec Jean Marais et en 1961 la séquence du tournoi d'ouverture du film d'André Hunebelle, Le Miracle des loups. Dans les années 1970, on peut également voir le château dans la série Amicalement vôtre. Il sert aussi de cadre à la mini-série de Josée Dayan Le Comte de Monte-Cristo (1998) et au film de Guillaume Gallienne, Les Garçons et Guillaume, à table ! (2013).
Le 26 juillet 1962, la Société d'encouragement à l'élevage du cheval français achète le château et un domaine de 450 hectares à Charles de la Tour d'Auvergne afin d'y installer un centre d'entraînement pour chevaux de course. Depuis juin 2010, le château abrite un musée du trot, le plus important d'Europe,.

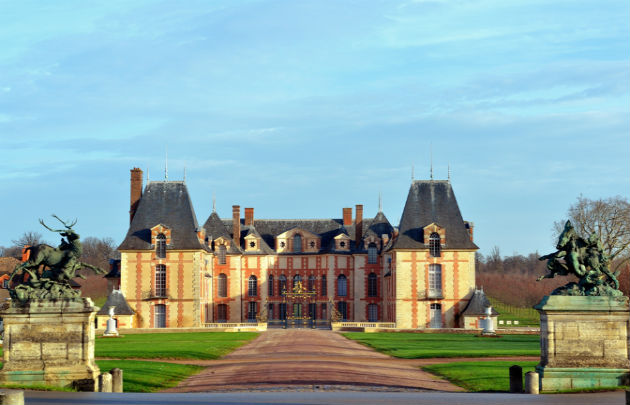

Le château bénéficie de multiples protections au titre des monuments historiques : une inscription en 1933 pour le château, un classement en 1948 pour les façades et toitures du château, les communs, la grille d'entrée, les pavillons et le parc, une inscription en 1964 pour les façades et toitures des communs.

## Iconographie
- Le château de Grosbois, peinture par Paul Girol (1911-1988), conservée au musée du Domaine départemental de Sceaux.